# ラリー・レイックリター
ラリー・レイックリター（Lawrence "Larry" Leichliter、1941年5月24日 - ）は、アメリカ合衆国のアニメーター、アニメーション演出家。

## 経歴
1960年代より、ハンナ・バーベラ・プロダクションにてテレビアニメ制作に携わる。ハンナ・バーベラ退社後、ラルフ・バクシの下で『トムとジェリー』に参加していたアニメーター、アーヴェン・スペンスの補佐として従事。プロジェクト終了後、ビル・メレンデスのスタジオに移籍し、チャールズ・M・シュルツの漫画『ピーナッツ』シリーズのアニメーションを数多く出がけた。現在も『アドベンチャー・タイム』や『ちいさなプリンセス ソフィア』等、多くの作品でアニメーターやディレクターとして活躍している。

## 作品

### テレビアニメ
- You're a Good Sport, Charlie Brown（チャーリー・ブラウンのモトクロス）（1975年）アシスタントアニメーター
- It's Arbor Day, Charlie Brown（スヌーピーの木を植えよう）（1976年）アシスタントアニメーター
- It's Your First Kiss, Charlie Brown（ファーストキス）（1977年）アニメーター
- What a Nightmare, Charlie Brown!（スヌーピーの悪夢）（1978年）アシスタントアニメーター
- You're the Greatest, Charlie Brown（がんばれ! ジュニアオリンピック）（1979年）アニメーター
- She's a Good Skate, Charlie Brown（氷上の女王）（1980年）アシスタントアニメーター
- Life Is a Circus, Charlie Brown（サーカスの暮らし）（1980年）アニメーター
- It's Magic, Charlie Brown（スヌーピーのマジックショー）（1981年）アシスタントアニメーター
- Someday You'll Find Her, Charlie Brown（いつか会えるさ）（1981年）アニメーター
- No Man's Valley（1981年）アニメーター
- A Charlie Brown Celebration（1982年）アニメーター
- Here Comes Garfield（1982年）アニメーター
- Is This Goodbye, Charlie Brown?（さよならはイヤ!）（1983年）アニメーター
- What Have We Learned, Charlie Brown?（僕たちのフランス旅行）（1983年）アニメーター
- Garfield on the Town（1983年）アニメーター
- チャーリーブラウン&スヌーピー ショウ（1983年-1985年）アニメーター
- It's Flashbeagle, Charlie Brown（フラッシュダンスだよ チャーリーブラウン）（1984年）アニメーター
- You're a Good Man, Charlie Brown（きみはいい人、チャーリーブラウン）（1985年）アニメーター
- Snoopy's Getting Married, Charlie Brown（スヌーピーの結婚）（1985年）アニメーター
- The Romance of Betty Boop（1985年）アニメーター
- Happy New Year, Charlie Brown!（1986年）アニメーター
- Cathy（1987年）アニメーター
- Snoopy!!! The Musical（1988年）アニメーター
- It's the Girl in the Red Truck, Charlie Brown（1988年）グラフィック・ブランディシュメント ※実写複合
- Cathy's Last Resort（1988年）アニメーター
- This Is America, Charlie Brownシリーズ（1988年-1989年）アニメーター
- ガーフィールドと仲間たち（1988年-1994年）アニメーター
- Cathy's Valentine（1989年）アニメーター
- チャーリーブラウン なぜなんだい?（1989年）アニメーター
- スヌーピー誕生（1990年）アニメーター
- スヌーピーとチャーリー・ブラウンのクリスマス物語（1991年）グラフィック・ブランディシュメント
- Frosty Returns（1992年）アニメーター
- You're in the Super Bowl, Charlie Brown（1994年）監修
- スパイダーマン（1994年-1998年）アニメーションディレクター
- アラジンの大冒険（1994年-1995年）ゲストキャラクターデザイン
- It's Spring Training, Charlie Brown（1996年）アニメーター
- ヘイ・アーノルド!（1996年-1998年）演出、アニメーションディレクター、シートタイマー、スーパーバイジングディレクター（シーズン2、3）
- キャットドッグ（1998年）演出
- スポンジ・ボブ（1999年-）アニメーションディレクター、シートタイマー
- Oops!フェアリーペアレンツ（2001年-）演出
- Time Squad（2001年-2003年）演出、タイミングディレクター、リテイクスーパーバイザー
- A Charlie Brown Valentine（2002年）作画監修
- チョーク・ゾーン（2002年-2005年）スーパーバイジングディレクター（シーズン1）、演出
- スヌーピーのクリスマス・テイルズ（2002年）監督
- Lucy Must Be Traded, Charlie Brown（2003年）監督 （ビル・メレンデスと共同）
- スヌーピーのクリスマス・プレゼント（2003年）監督 （ビル・メレンデスと共同）
- Party Wagon（2004年）アニマティクス、アニメーションディレクター
- Danger Rangers（2005年）シートタイミング
- Catscratch（2005年-2006年）タイミングディレクター、シートタイマー
- スヌーピーのいじめっ子と勝負!（2006年）監督（ビル・メレンデスと共同）、作画監修
- Squirrel Boy（2007年）シートタイマー
- Ni Hao, Kai-Lan（2007年-2011年）シートタイマー
- Random! Cartoons
  - SamSquatch（2007年）演出
  - Adventure Time（2008年）演出
  - Tiffany（2008年）演出
- The Mighty B!（2008年-2011年）演出、スーパーバイジング・タイミングディレクター、シートタイミング
- The Marvelous Misadventures of Flapjack（2008年-2010年）シートタイマー
- レギュラーSHOW〜コリない2人〜 パイロット版（2009年）アニメーションディレクター
- アドベンチャー・タイム（2010年-）監督・演出（シーズン1-シーズン5）、シートタイマー ※原作・総監督：ペンデルトン・ウォード
- Sym-Bionic Titan（2010年-2011年）アニメーションディレクター
- Secret Mountain Fort Awesome（2011年）アニメーションディレクター
- 怪奇ゾーン グラビティフォールズ（2012年-）タイミングディレクター
- ちいさなプリンセス ソフィア（2013年-）共同監督（シーズン2-）

### WEBアニメ
- Bee and PuppyCat（2014年-）演出

### 劇場アニメ
- がんばれ!スヌーピー（1977年）アニメーター
- スヌーピーとチャーリー・ブラウン ヨーロッパの旅（1980年）アニメーター
- Hey Good Lookin'（1982年）アニメーター
- 大冒険ダヨ! チャーリー・ブラウン（1983年）アニメーター
- Rock-a-Doodle（1990年）キャラクター・クリンナップアーティスト
- セントラルパークの妖精（1994年）キャラクター・クリンナップアーティスト